# Please Teacher!
Please Teacher! (おねがい☆ティーチャー?, Onegai Tīchā) è una serie televisiva anime prodotta dallo studio Daume, da cui è stato tratto anche un manga, ed è incentrata sulla svolta che subisce la vita di Kei, un ragazzo diciottenne, quando una misteriosa professoressa sostituisce l'insegnante di giapponese moderno. L'anime è costituito da 12 episodi più un episodio conclusivo. L'edizione italiana in DVD è della Fool Frame.

## Trama
Kei Kusanagi è un diciottenne timido ed introverso, ha passato tre anni in una specie di coma, che lui chiama "Teitai" ovvero "l'arresto". Gli capita infatti frequentemente di bloccarsi e perdere conoscenza quando è sotto pressione. Persi i tre anni si trasferisce da suo zio Minoru, un dottore, e riprende ad andare a scuola. Nessuno dei suoi compagni sa del suo problema e tutti pensano abbia quindici anni, come loro.
Una sera vede un vortice nel lago e subito dopo assiste alla materializzazione di una donna stupenda. Scappa impaurito e si risveglia il giorno dopo, non sapendo se quello che ha visto sia vero o sia stato solo un sogno, fino a quando con sorpresa vede la stessa donna entrare nella sua classe e presentarsi come la loro nuova professoressa di Giapponese Moderno. Dopo scuola Kei scopre che la professoressa, Mizuho Kazami, è andata a vivere proprio vicino a lui e mentre la sta aiutando a traslocare viene teletrasportato in un'astronave. Scopre così che Mizuho è un'aliena mandata dalla Federazione ad osservare gli umani.
Mizuho, per evitare che il giovane riveli la sua vera identità cerca di instaurare un legame con lui fino a sposarlo, quando gli zii di Kei iniziano a fare troppe domande sul loro rapporto. Col tempo però i due si innamorano veramente l'uno dell'altra e finiscono col vivere insieme.

## Personaggi
- Kei Kusanagi, è il protagonista della serie. Nonostante abbia le apparenze di un quindicenne ha in realtà 18 anni, è rimasto per 3 anni in una sorta di coma per una malattia non meglio conosciuta che lui chiama L'arresto. Quando Kei viene preso da forti emozioni, tutte le funzioni del suo corpo si arrestano completamente, facendolo sembrare apparentemente morto. Kei in passato aveva una sorella ma che poi si è suicidata, buttandosi dal tetto della vecchia scuola che frequentavano, perché non vedeva speranze per il suo futuro. Questo fu il motivo scatenante che causò l'arresto in Kei. Grazie all'amore di Mizhuo, Kei riesce a superare il suo arresto.
- Mizuho Kazami, professoressa di Kei, è una mezza aliena, ispettrice della Federazione Galattica. La sua razza si chiama Gingarenmen. È stata inviata sulla terra come ispettrice segreta per controllare che l'umanità non prenda strade sbagliate per il futuro. È considerata come la più giovane che svolge il suo lavoro. Quando Kei scopre la verità sulle sue origini decide di raccontargli la sua storia e sulla sua malattia. Col passare del tempo Mizuho se ne innamora, decidendo di sposarsi e di vivere insieme.
- Shirou, padre di Mizuho e Maho: non si sa molto sul suo conto. Si sa solo che era uno scienziato terrestre che insieme al suo gruppo studiarono un'astronave aliena precipitata nel 2009. Venne infine rapito dagli alieni di Gingeranmen e portato nel loro pianeta d'origine insieme al suo gruppo di ricerca. Lì conobbe Hatsuho Kazami e i due si innamorarono a prima vista. Shirou rinunciò a tornare sulla terra per voler stare insieme all'amata moglie. Dal loro matrimonio nacquero Mizuho e Maho. Morì poco dopo, quando Mizuho era appena una bambina. Non è chiaro il motivo della sua morte. Quando Kazami incontra Kei ammette che assomiglia molto a suo marito Shirou.
- Matagu Shido, amico di Kei.
- Koishi Herikawa, amica di Kei segretamente innamorata di lui.
- Ichigo Morino, amica di Kei, è sempre molto diretta. Si scopre verso la fine che nonostante le sue apparenze di bambina, anche lei, come Kei, soffre dell'"Arresto!". Morino ha in realtà 21 anni essendo rimasta in arresto per 6 anni. Come Kei anche lei mantenne il segreto per non perdere le proprie amiche.
- Kaede Misumi, amica di Kei, innamorata segretamente di Hyosuke.
- Hyosuke Magumo, amico di Kei, è sempre allegro e vuole andare a studiare a Tokyo.
- Minoru Edajima, zio di Kei.
- Konoha Edajima, zia di Kei.
- Maho Kazami, sorella minore di Mizuho. Non tollererà all'inizio il fidanzamento di sua sorella con Kei, vedendo che il loro matrimonio è in realtà solo una maschera per coprire il lavoro di Mizuho. Cercherà più volte di interferire quando li vede insieme. Scoprendo poi la malattia di cui soffre Kei: "l'arresto" e vedendo sua sorella veramente preoccupata per lui, capisce infine che i due si amano davvero. Maho pone fine alle sue ostilità, baciando sulla guancia Kei come scusa per avere interferito. Essendo sorella di Maho, anche lei è per metà umana.
- Hatsuho Kazami, madre di Mizuho. Vedendo Kei ammette che assomiglia molto a suo marito.
- Marie, essere che controlla la nave di Mizuho, subisce dei danni dopo l'incontro con Kei.
- Miruru, essere che controlla la nave di Hatsuho e Maho. Sembra sia innamorata/o di Marie.
- Kozue Kusanagi, la sorella di Kei. In un flashback che viene mostrato nel corso di un 'fermo' critica, viene rivelato che Kozue era molto brillante, anche se forse mentalmente disturbata, ragazza che ha ritenuto che le emozioni umane sono stati la causa di tanta sofferenza nel mondo, e hanno cercato di sfuggire loro da suicidio, che Kei ha avuto la sfortuna di testimonianza. Il trauma di averlo fatto e il senso di colpa che aveva provato ad essere in grado di evitare che hanno portato al suo primo "Arresto".
- Bambina dai capelli azzurri e gli occhi viola, compare solo in un'immagine nel DVD box della serie insieme a Marie[1], sembra essere la figlia che avranno in futuro Kei e Mizuho.

## Episodi
| Nº | Titolo italiano Giapponese 「Kanji」 - Rōmaji                                  | In onda          | In onda |
| Nº | Titolo italiano Giapponese 「Kanji」 - Rōmaji                                  | Giapponese       |         |
| 1  | Tell Me, Teacher 「教えてティーチャー」 - Oshiete Teacher                      | 10 gennaio 2002  |         |
| 2  | I Can't Get Married Anymore 「もう、お婿にいけません」 - Mo Omuko ni ikemasen  | 17 gennaio 2002  |         |
| 3  | This Isn't Right, Teacher 「まずいよ★先生」 - Mazuiyo sensei                   | 24 gennaio 2002  |         |
| 4  | Actually, I Think I Love You 「やっぱり好きかも」 - Yappari sukikamo           | 31 gennaio 2002  |         |
| 5  | For That, Teacher, I... 「そんな先生に、ぼくは」 - Sonna sensei ni boku wa     | 7 febbraio 2002  |         |
| 6  | Let's Begin After We Start 「始まってから始めよう」 - Hajimatte kara hajime yō | 14 febbraio 2002 |         |
| 7  | Don't Cry, Teacher 「泣かないで先生」 - Nakanaide sensei                       | 21 febbraio 2002 |         |
| 8  | Long Night 「長い夜」 - Nagai yoru                                             | 28 febbraio 2002 |         |
| 9  | Let's End It Now 「もう、おわりにしよう」 - Mo owari ni shiyo                  | 7 marzo 2002     |         |
| 10 | But... 「でも」 - Demo                                                         | 14 marzo 2002    |         |
| 11 | Teacher 「せんせい」 - Sensei                                                  | 21 marzo 2002    |         |
| 12 | One More Time, Teacher 「もう一度ティーチャー」 - Moichido teacher             | 28 marzo 2002    |         |
| 13 | Secret Couple 「ヒミツなふたり」 - Himitsu na Futari                           | 25 ottobre 2002  |         |

## Colonna sonora
- Sigla di apertura: Shooting Star di KOTOKO
- Sigla finale: Sora no Mori de di Mami Kawada;
  - Love a Riddle di KOTOKO alla fine della serie.